# Tore Svensson (chefredaktör)
Tore Svensson, född 6 mars 1924 i Halmstad, död 16 oktober 1999, var en svensk tidningsman. 
Svensson, som var son till direktör Henrik F. Svensson och Märtha Björnfors, diplomerades från Grafiska institutet i Stockholm 1947. Han blev ledamot av direktionen för tidningen Hallandsposten 1943 och var chefredaktör och ansvarig utgivare 1965–1982.